# صموئيل هيوستن طومسون
صموئيل هيوستن طومسون (بالإنجليزية: Samuel Huston Thompson)‏ هو لاعب كرة قدم أمريكية أمريكي، ولد في 1 نوفمبر 1875 في Lewisburg, Pennsylvania ‏ في الولايات المتحدة، وتوفي في 17 فبراير 1966 في واشنطن العاصمة في الولايات المتحدة.